# Jakob Hlasek
Jakob Hlasek (Praga, 12 de Novembro de 1964) é um ex-tenista profissional suíço.

## Grand Slam finais
Finais: 1 (1 título)
| Posição | Ano  | Campeonato    | Piso   | Parceiro    | Oponente                     | Placar                  |
| Campeão | 1992 | Roland Garros | Saibro | Marc Rosset | David Adams Andrei Olhovskiy | 7–6(7–4), 6–7(3–7), 7–5 |